# 一乗寺
一乗寺（いちじょうじ）は、兵庫県加西市にある天台宗の寺院。山号は法華山。本尊は聖観音菩薩。西国三十三所第26番札所。国宝の三重塔は平安時代後期を代表する和様建築の塔であり、日本では屈指の古塔である。境内は春は桜、秋は紅葉の名所として知られる。中世には山内に真言律宗の有力律院も併設されており、宗祖の叡尊（興正菩薩）が播磨国での布教活動の拠点とした他、真言律宗出身の真言僧で後醍醐天皇の腹心だった文観房弘真が仏門に入った地でもある。
本尊真言：おん あろりきゃ そわか
ご詠歌：春は花夏は橘秋は菊 いつも妙（たえ）なる法（のり）の華山（はなやま）

## 歴史

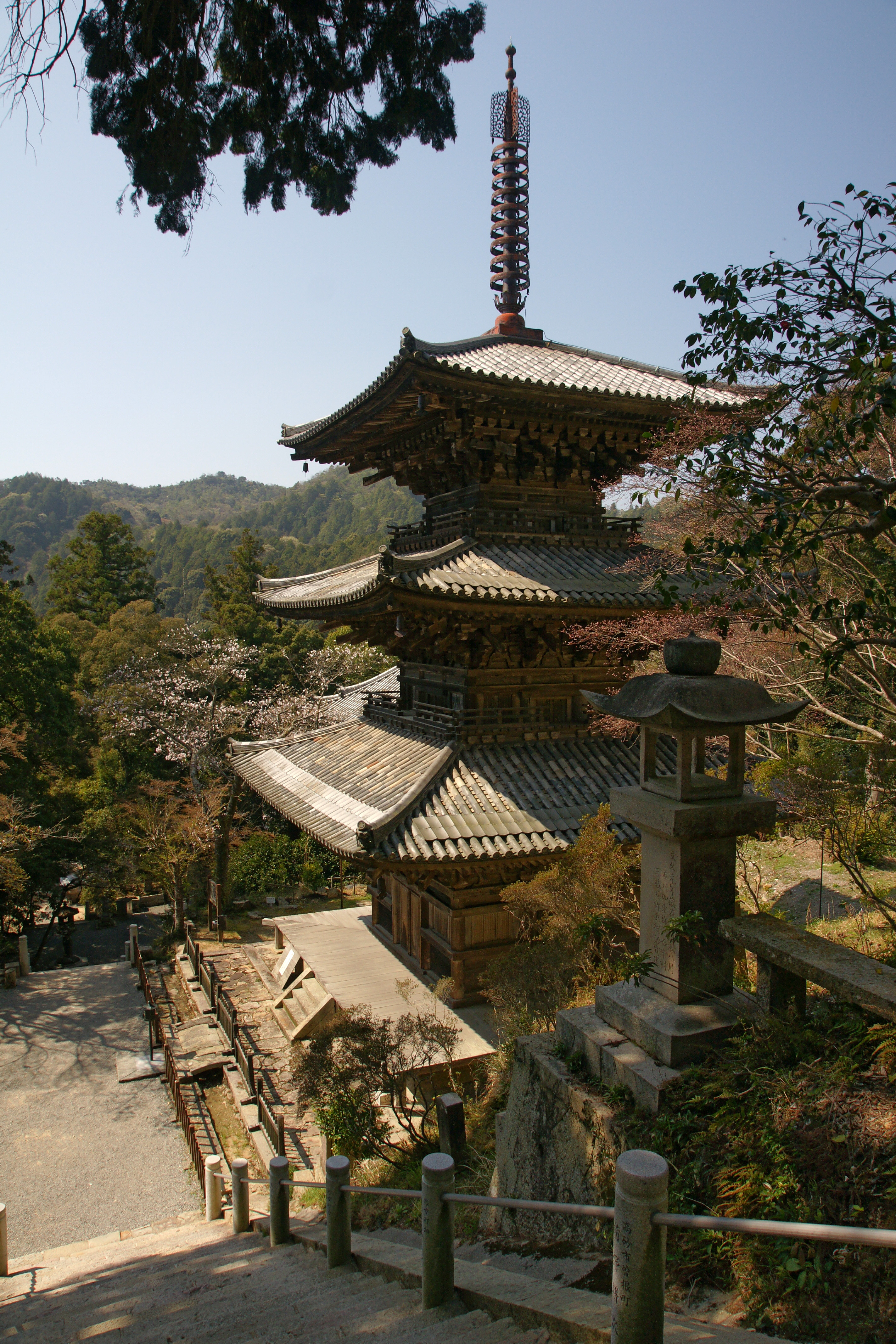
国宝に指定されている三重塔

当寺を開いたとされる法道仙人は、天竺（インド）から紫の雲に乗って飛来したとされる伝説的人物である。『元亨釈書』等の記述によれば、法道は天竺に住んでいたが、紫の雲に乗って隋もしくは唐、百済を経て日本へ飛来し、播磨国賀茂郡（兵庫県加西市）に八葉蓮華（8枚の花弁を持つハスの花）の形をした霊山を見出してそこへ降り立つと、法華経の霊山という意味で「法華山」と号したという。法道は神通力で鉢を飛ばし、米などの供物を得ていたため、「空鉢仙人」と呼ばれていた。法道の評判は都へも広まり、白雉元年（650年）に時の帝であった孝徳天皇の勅願により法道に建てさせたのが一乗寺であるという。
法道仙人が開基したとの伝承を有する寺院は兵庫県東部地域に集中しており、「インドから紫雲に乗って飛来」云々の真偽は別としても、こうした伝承の元になり地域の信仰の中心となった人物が実在した可能性は否定できない。一乗寺には7世紀から8世紀にさかのぼる金銅仏6躯が存在し（うち3躯は重要文化財）、付近には奈良時代にさかのぼる廃寺跡、石仏などが存在することからもこの地域一帯が早くから仏教文化の栄えた地であることは確かである。
創建当時の一乗寺は現在地のやや北に位置する笠松山にあったと推定されている。笠松山の山麓には古法華（ふるぼっけ）石仏と称される奈良時代の三尊石仏（重要文化財）があり、「古法華」とは「法華山一乗寺の旧地」の意味と思われる。現存する一乗寺三重塔は平安時代末期の承安元年（1171年）の建立であるところから、その年までには現在地において伽藍が整備されていたと思われるが、正確な移転時期は不明である。
中世においては山内に真言律宗の律院も併設されていた。真言律宗の宗祖である叡尊（興正菩薩）の自伝『感身学正記』弘安8年（1285年）7月23日条によれば、弘安6年（1283年）頃から法華山は「殺生禁断」の起請文（きしょうもん、神仏へ誓う文）を掲げて叡尊の訪問を要望し、宿老4、5人が真言律宗の本拠地である大和国の西大寺を訪ねること7回に及んだ。そこで弘安7年（1284年）冬に叡尊は僧侶の評定を開いたのち法華山への訪問を決定し、弘安8年（1285年）春には伺うと約束していた。ところが、叡尊は鎌倉幕府・朝廷双方から四天王寺別当という仏教界の重職に就くよう要請され、さすがに勅命を断れず結局弘安8年（1285年）春は四天王寺で活動を行うことになった。そして、遅ればせながら同年7月23日に大和国の西大寺を発ち、28日に法華山に到着した。それから様々な仏教活動が行われ、8月7日には叡尊は2,124人に菩薩戒（出家・在家を問わず守るべき基礎的な規律）を授けた。
また、正応3年（1290年）には後に後醍醐天皇・後村上天皇の護持僧（祈祷で天皇を守護する僧）となる文観房弘真が、この地で真言律宗に入信した。この時、文観は数え13歳の少年で、真言律宗の巌智律師という僧に入室し（＝弟子となり）、慶尊のもと得度した（＝剃髪して出家した）（『瑜伽伝灯鈔』）。このうち後者の観性房慶尊は叡尊の高弟であり、播磨国での布教活動の指導者格だったと見られる。2年後、文観は正応5年（1292年）に大和国へ留学に旅立ったが、20代後半の時に故郷播磨国に戻ってきて10年間ほど開拓事業に尽力しており、当寺境内にある「一乗寺石造笠塔婆」（正和5年（1316年）12月21日、兵庫県指定文化財）はこの時に文観の監修によって作られ、大覚寺統（後醍醐天皇の皇統）に奉献された物と見られる。
当寺は中世、近世には何度かの火災に遭ったが、平安時代に建築された三重塔などの古建築がよく保存されている。本堂は姫路藩主本多忠政の寄進により、寛永5年（1628年）に再建された。

## 境内

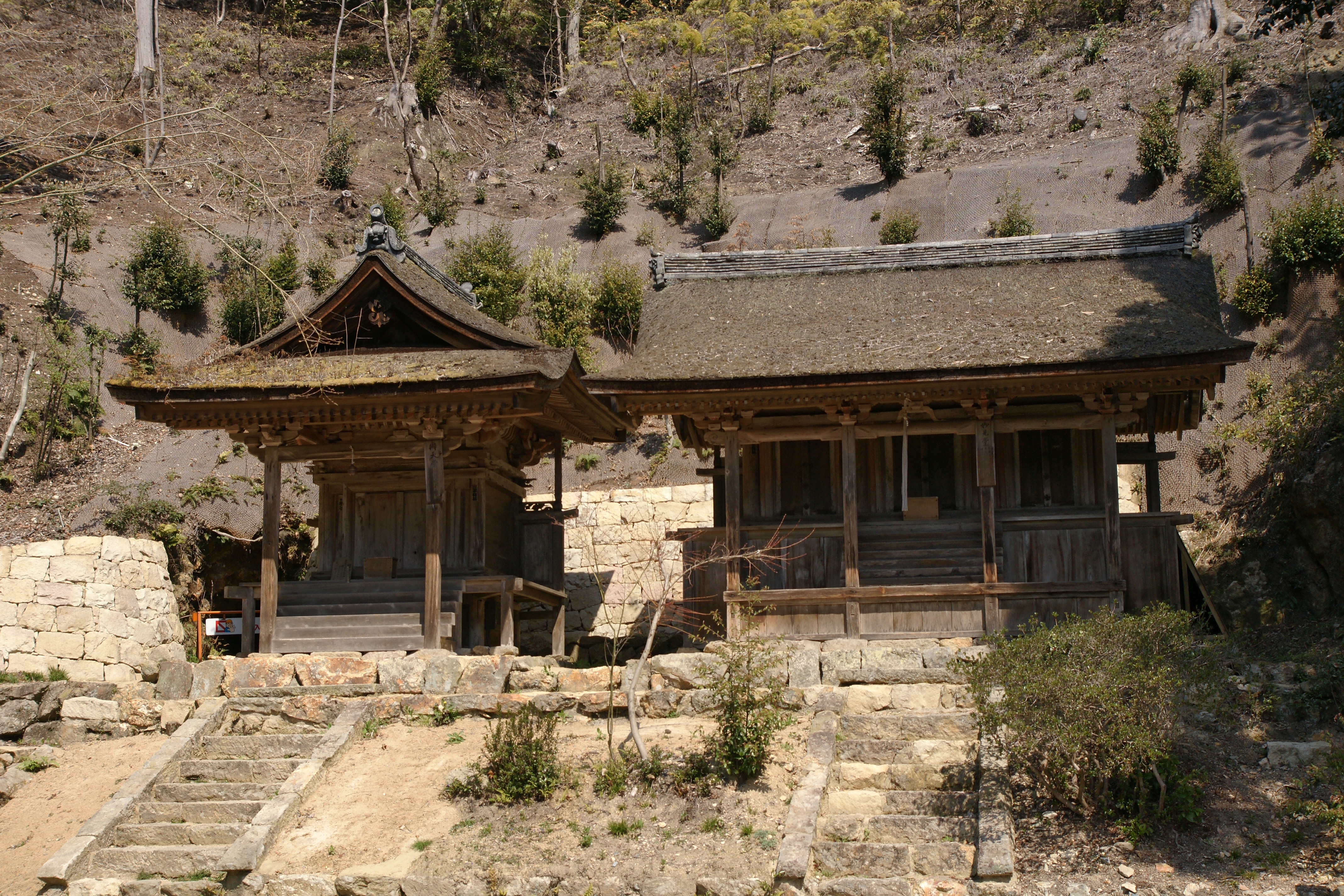
弁天堂（左）と妙見堂（ともに重要文化財）

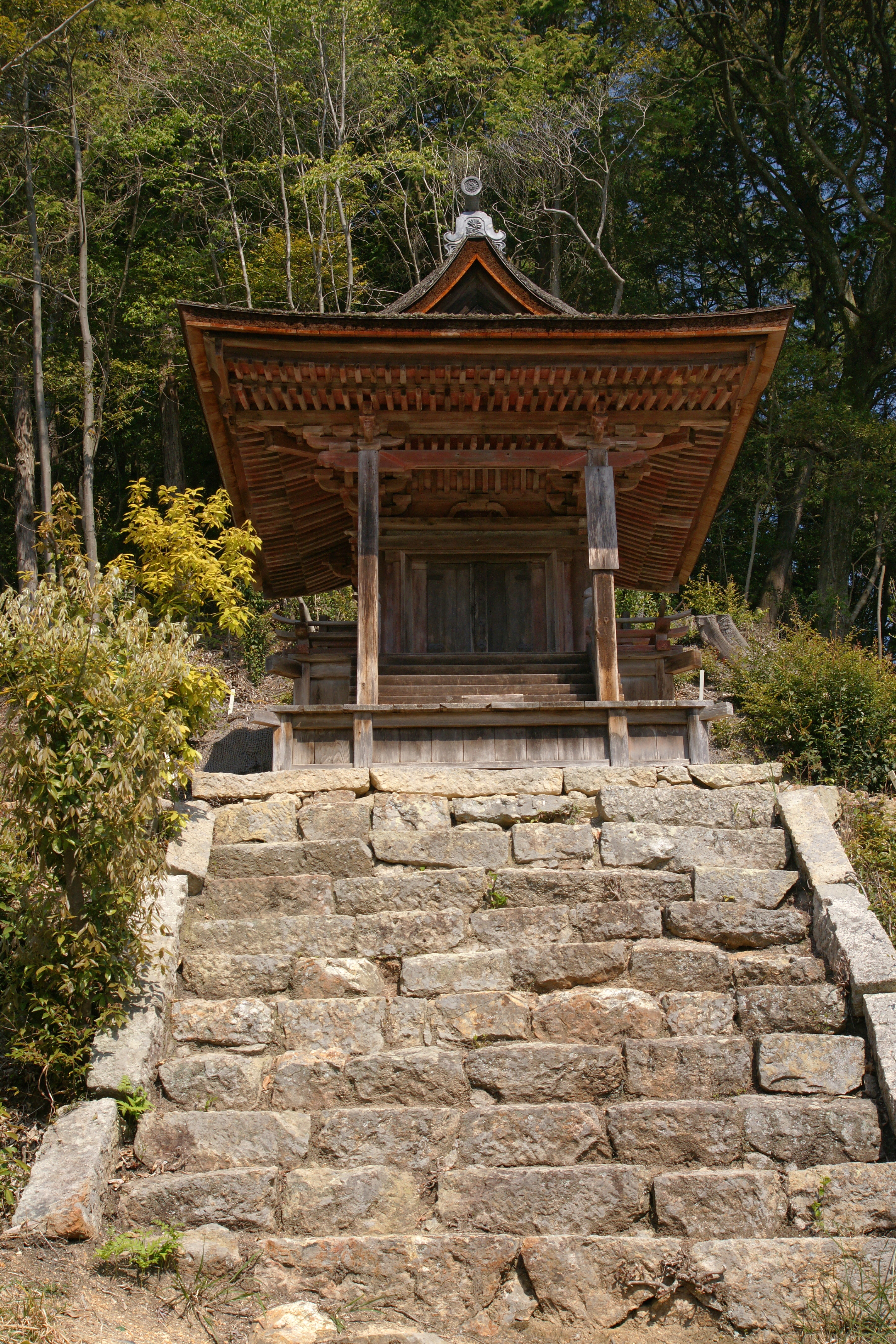
護法堂（重要文化財）

山間に位置する境内は長い石段が続き、数段に分けて整地されている。バス通りに面した境内入口には山門はなく、正面に石造笠塔婆（兵庫県指定文化財）が立つ。その左方には宝物館（平素は非公開）と本坊の地蔵院がある。右方は公園風に整備され、太子堂、放生池、やや奥まった場所に見子大明神の社がある。
境内入口から最初の石段を上った狭い平地の左手に常行堂があり、次の石段を上ると左手に国宝の三重塔、右手に法輪堂（経蔵）がある。三重塔の直上、さらに階段を上った位置に懸崖造の本堂が建つ。このため、本堂の縁に立つと三重塔を見下ろすことができる。本堂裏手には鎮守社の護法堂、妙見堂、弁天堂（以上重要文化財）、行者堂があり、本堂からさらに200メートルほど登った所に、法道仙人を祀る奥の院開山堂が建つ。
- 本堂（重要文化財） - 大悲閣または金堂とも称する。入母屋造、本瓦葺き、正面9間、側面8間[注 1]。斜面にせり出した懸造とし、内部は広い外陣と、閉鎖的な内陣、脇陣、後陣からなる、密教仏堂の典型的な平面をもつ。札所寺院として、参拝者用の空間である外陣を広く取っており、外陣天井には巡礼者の打ちつけた木札が大量に残る。『法華山諸堂記』の記載により、寛永5年（1628年）に姫路藩主本多忠政の援助で再建されたことがわかる。内陣には三間の大厨子を置き、中央の間に本尊聖観音立像（重要文化財）、左右の間には不動明王と毘沙門天像を安置するが、いずれも秘仏である。厨子外の左右には二十八部衆と風神・雷神像を安置する。堂は1998年の台風で大きな被害を受け、1999年から2009年にかけて災害復旧を兼ねた半解体修理が行われた。
  - 銅造観音菩薩立像（重要文化財） - 秘仏本尊像は像高72.7 cm、お前立ち像（現在は宝物館に安置）は80.3 cm。いずれも飛鳥時代末 - 奈良時代初（7世紀後半）の金銅仏。直立した姿勢、素朴な顔貌表現、緻密に表現された装身具などに特色がある。秘仏本尊像は、2009年11月1日 - 30日および2010年5月11日 - 30日、22年ぶりに開扉。
- 三重塔（国宝） - 伏鉢（屋根上、相輪の下部にある半球状の部材）の銘から、承安元年（1171年）の建立と判明した。平安時代にさかのぼり、建立年代の明らかな塔として日本でも稀有の建築物である。塔身部の逓減率（初重から三重に向かって小さくなる率）の大きい点が特色である。
- 鐘楼（兵庫県指定有形文化財） - 江戸時代初期に再建された。
- 常行堂 - 元来は聖武天皇の勅願による建立と伝えられ、嘉吉の乱で焼失して天文2年（1533年）に再建されたが、再び焼失し、1868年（明治元年）に再建された[12]。
- 法輪堂（経蔵）
- 護法堂（重要文化財） - 本堂裏手、石段上に建つ、一間社春日造の社殿。鎌倉時代に建立された。
- 妙見堂（重要文化財） - 本堂裏手に建つ、三間社流造の社殿。室町時代に建立された。
- 弁天堂（重要文化財） - 妙見堂の左に並んで建つ、一間社春日造の社殿。室町時代に建立された。
- 行者堂
- 石造宝塔2基（兵庫県指定有形文化財） - 鎌倉時代末期造 。奥の院への参道の右手に立つ。
- 奥の院
  - 開山堂（兵庫県登録有形文化財）
  - 賽の河原
  - 石造九重塔（加西市指定有形文化財） - 賽の河原にある。
- 石造五輪塔（重要文化財） - 元亨元年（1321年）の銘がある。境内入口の石段下の右手奥にある。
- 宝物館 - 境内入口左手にある。公開は年に2日、4月4日と11月5日のみで、それ以外の拝観は事前の許可が必要。
- 本坊（地蔵院）
- 歓喜院 - 塔頭。
- 石造笠塔婆[10]（兵庫県指定有形文化財） - 鎌倉時代末期、正和5年（1316年）12月21日[11]造。境内入口に立つ。文観房弘真の監修による[11]。なお、銘文の奉献先には「金輪聖主」（＝天皇）とあり当時の天皇は花園天皇であるが、文観との結びつきを考えれば実際は後宇多上皇かその皇子の皇太子尊治親王（のちの後醍醐天皇）のことを指していると推測される[11]。
- 太子堂
- 粟嶋堂
- 隣聖院 - 塔頭。
- 山門 - 境内の東に離れて建っている。

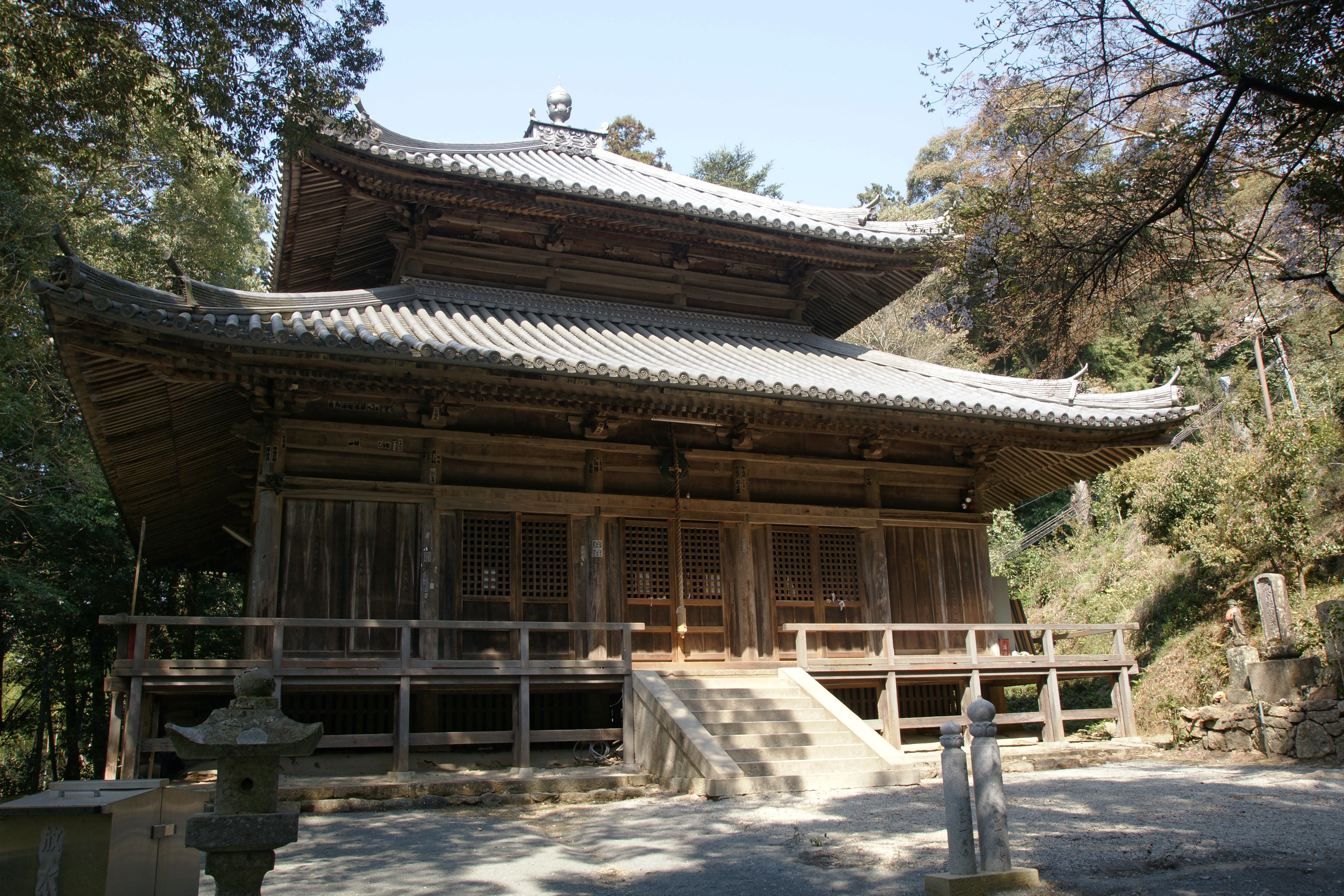
常行堂
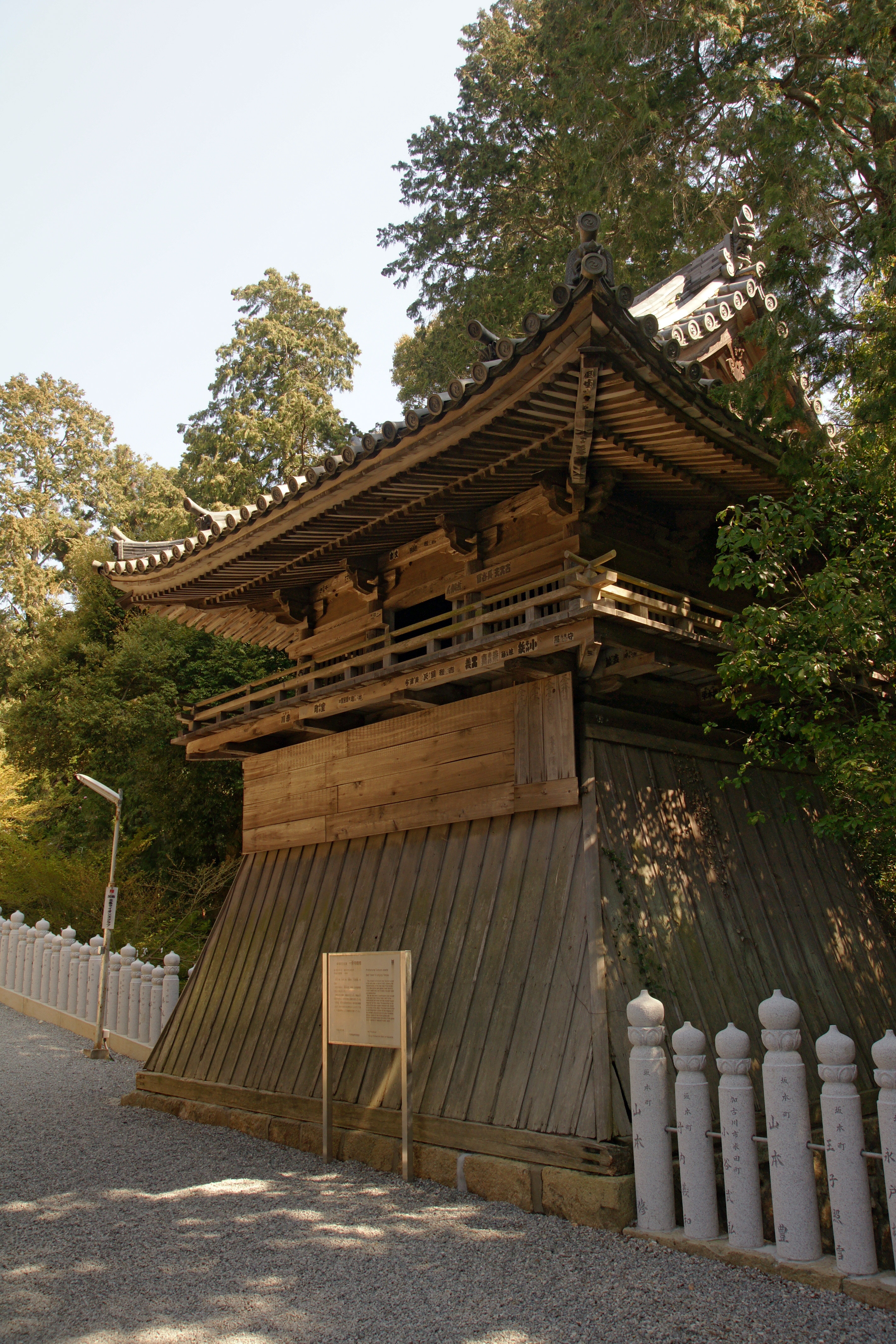
鐘楼
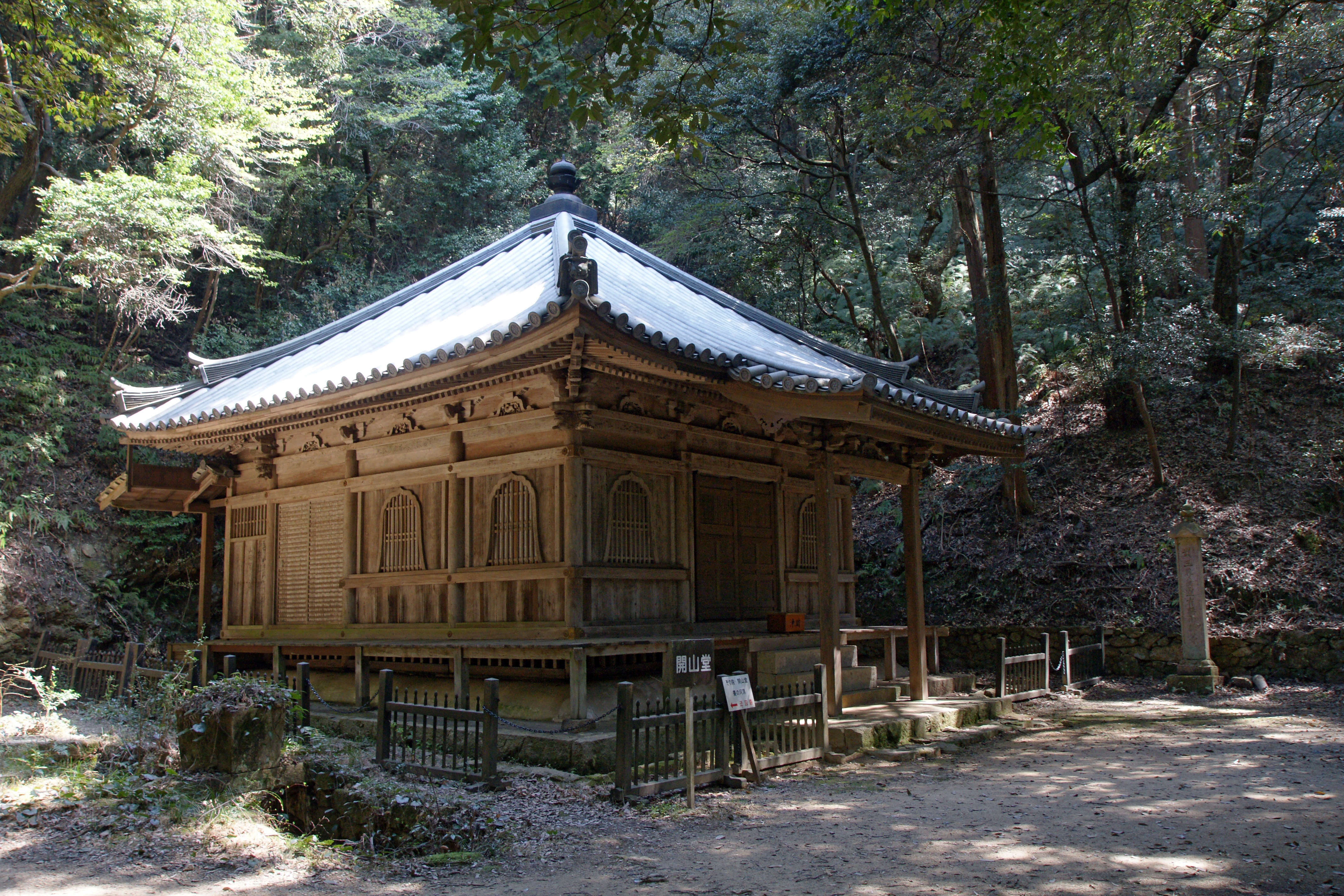
法道仙人を祀る開山堂
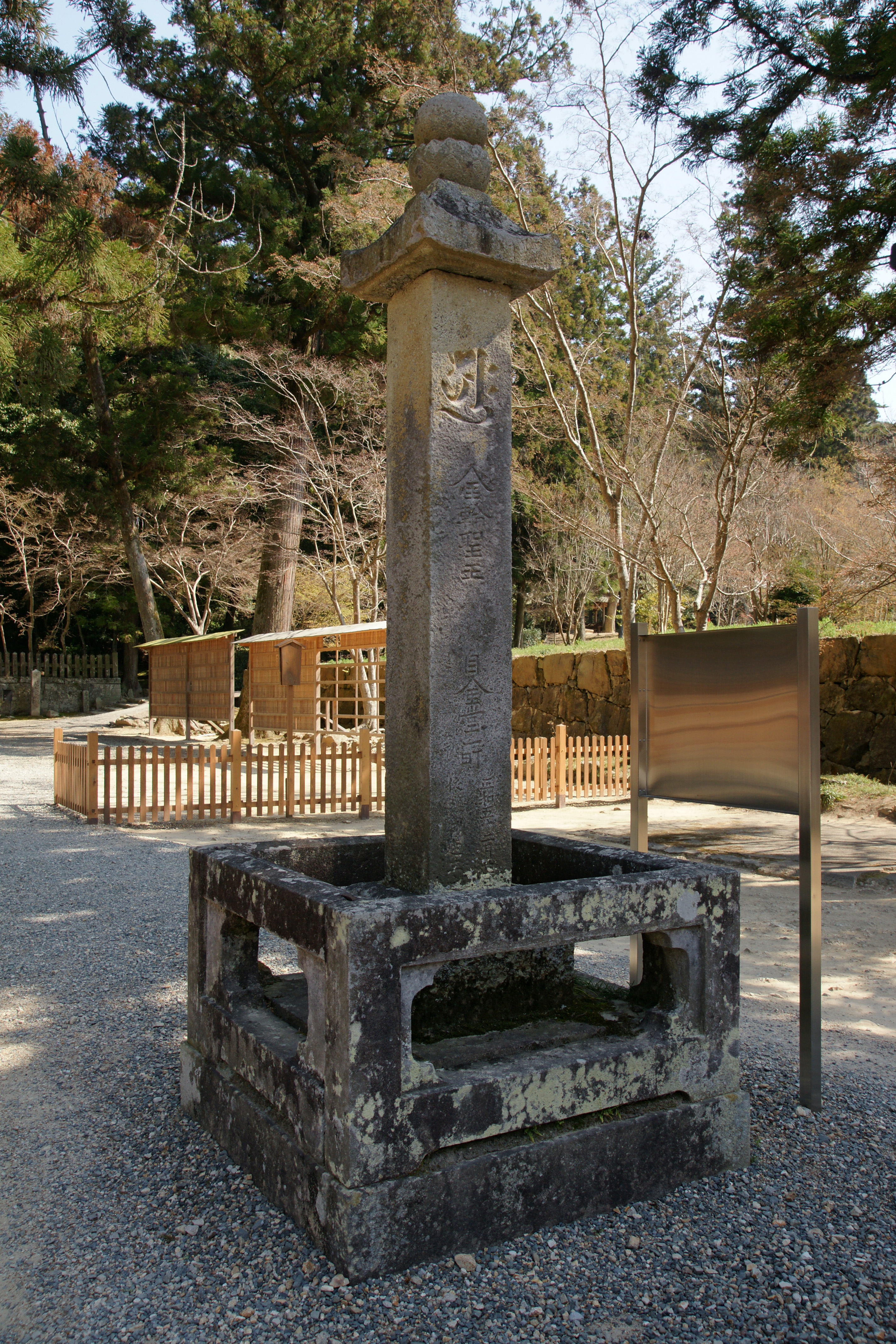
石造笠塔婆（鎌倉時代末期、文観房弘真監修、兵庫県指定文化財）

## 文化財

### 国宝
- 三重塔 - 解説は前出。

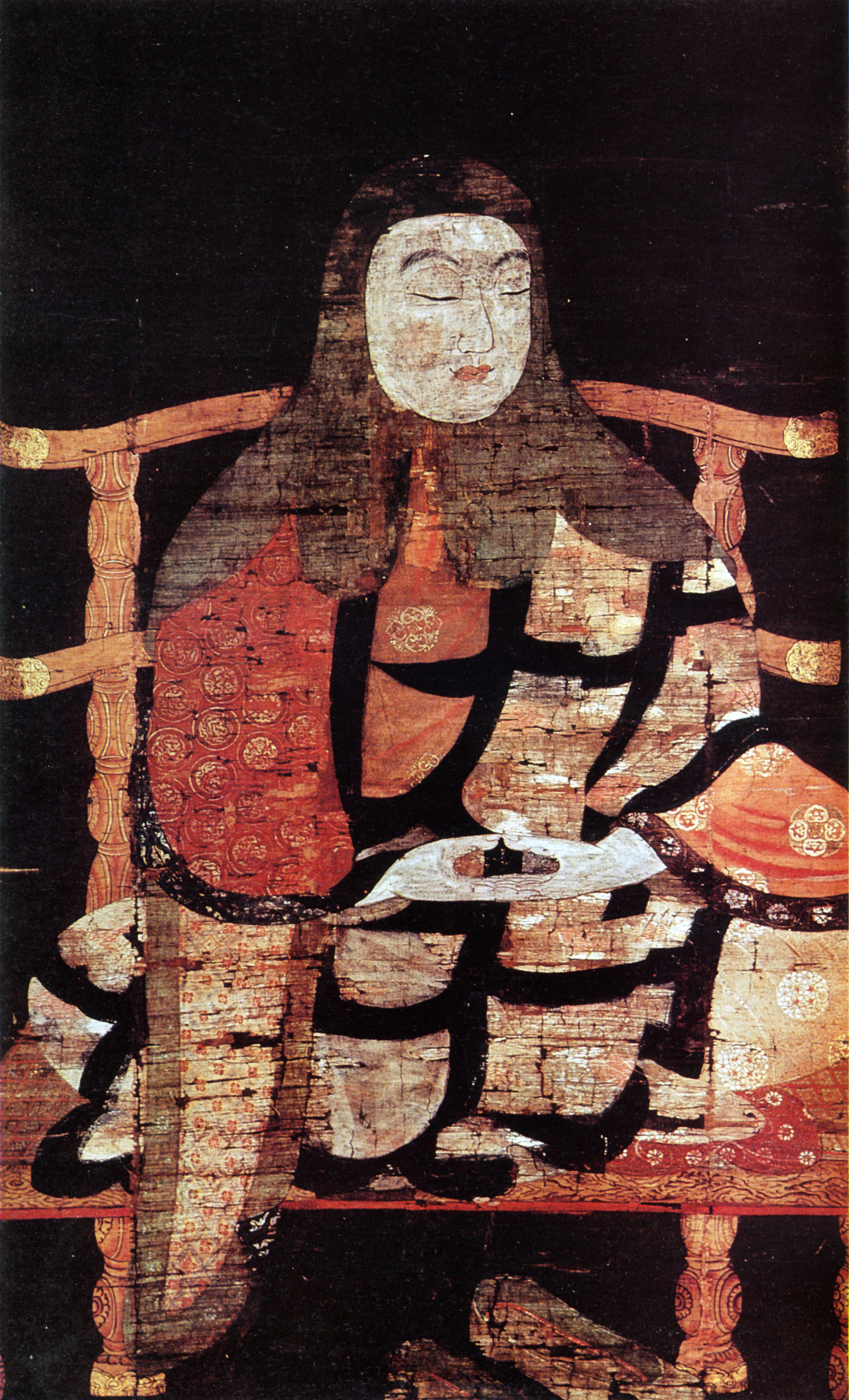
最澄像（聖徳太子及び天台高僧像10幅のうち）平安時代（11世紀)

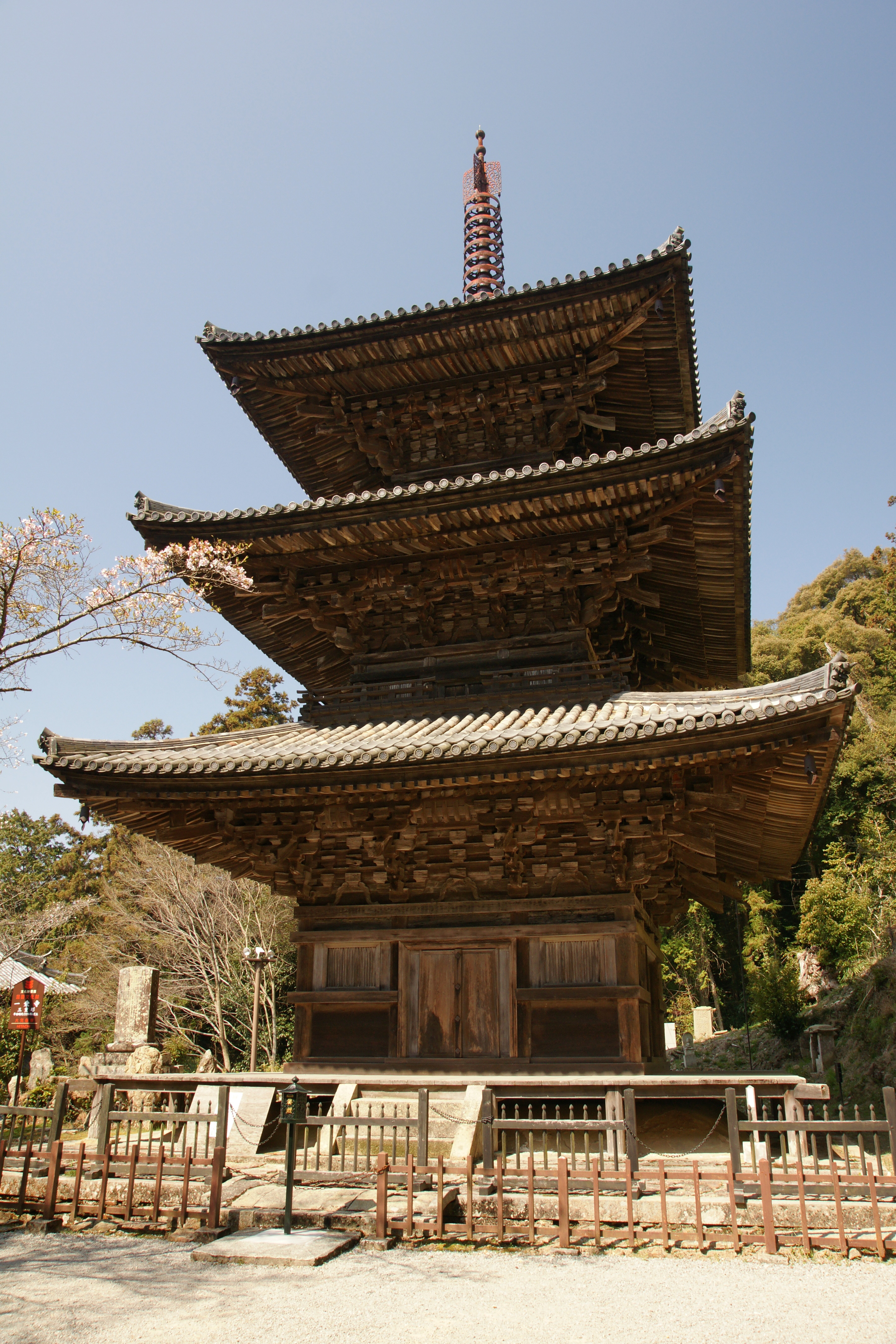
三重塔

- 絹本著色聖徳太子及び天台高僧像 10幅 - 平安時代、11世紀後半頃の作。各図とも縦125.6〜131.6 cm、横74.7〜75.8 cm[13]。龍樹、善無畏（以上インド）、慧文、慧思（南嶽大師）、智顗（天台大師）、灌頂、湛然（以上中国）、最澄、円仁（以上日本）の高僧像に聖徳太子像を加えて10幅としたもの。聖徳太子は天台宗で重視する法華経の信奉者であったことに加え、慧思（南嶽大師）の生まれ変わりとする伝承があることから加えられたものとみられる。ただし、元々10幅構成だったのか、更に多数幅だったのが失われて現状のように成ったのかは判然としない。各像とも人物が画面一杯に大きく表され、着衣などに暖色系を中心とした彩色が鮮やかで、立像・坐像、正面向き・斜め向き、横向きなど、変化に富む点が特色である。着衣の文様は彩色のみで表され、持物などに金銀を裏箔で使い截金を一切用いないのは古様である。部分的に補絹・補筆・補彩がされているものの、平安時代に作られたことを考えれば普通で、むしろよく当初の状態を保っており、しかも10幅がまとまって残っているのは極めて貴重である。慧文像と灌頂像の画中短冊形にそれぞれ「法華寺 第三」「法華寺 第六」と記されていることから、平安時代後期には法華寺すなわち現在の一乗寺に制作当初から伝来した可能性が高い。善無畏像と慧文像は東京国立博物館、灌頂像は大阪市立美術館、他の7幅は奈良国立博物館に、それぞれ寄託されている。

### 重要文化財
- 金堂（大悲閣、本堂） - 解説は前出。
- 護法堂
- 妙見堂
- 弁天堂
- 石造五輪塔
- 絹本著色阿弥陀如来像
- 絹本著色五明王像
- 銅造観音菩薩立像 2躯 - 秘仏本尊像とその前立ち像。
- 銅造観音菩薩立像 1躯 - 像高48.0 cm。7世紀にさかのぼる古像。頭部を大きく、手足を小さく造るプロポーションに特色がある。
- 木造法道仙人立像
- 木造僧形坐像

### 兵庫県指定有形文化財
- 鐘楼
- 石造宝塔2基
- 石造笠塔婆
- 三重塔古瓦

### 兵庫県登録有形文化財
- 開山堂

### 加西市指定有形文化財
- 石造九重塔

## 前後の札所
西国三十三所
25 播州清水寺　-　26 一乗寺　-　27 圓教寺
播磨西国三十三箇所
32 国分寺　-　33 一乗寺　-　客番 常光寺
播磨天台六山
書寫山圓教寺 - 増位山随願寺 - 八徳山八葉寺 - 文殊山神積寺 - 蓬萊山普光寺 - 法華山一乗寺
神仏霊場巡拝の道
76 赤穂大石神社　-　77 一乗寺　-　78 播州清水寺

## 所在地
- 兵庫県加西市坂本町821-17

## アクセス
- JR山陽新幹線・山陽本線・播但線・姫新線 姫路駅、山陽電気鉄道本線 山陽姫路駅から神姫バス「71 法華山一乗寺・別府経由 社」行きで約37分、法華山一乗寺下車。
  - 姫路駅から「71 別府経由 社」行きで約30分、法華山口下車徒歩約30分。
- 北条鉄道北条線 法華口駅から神姫バス「71 法華山一乗寺経由「姫路駅」行きで約11分、法華山一乗寺下車。
- JR山陽本線（JR神戸線） 宝殿駅から「北条」行きで三口下車徒歩約40分。
- JR東海道本線・大阪環状線・おおさか東線 大阪駅桜橋口から中国ハイウェイバス（西日本ジェイアールバス・神姫バス）「北条バスセンター」行きで約70分、アスティアかさい（北条町駅）下車。
  - アスティアかさい（北条町駅）から神姫バス「高砂」行きで約20分、三口下車徒歩約40分。
  - アスティアかさい（北条町駅）からタクシーで約20分。

## 周辺情報
- 法華口駅 - 登録有形文化財。法華山一乗寺の鉄道における最寄り駅であるため「法華口」と命名された。
- 法華大豆 - 一乗寺の周辺である加西市坂本町の付近では、ダイズの品種の1つである「法華大豆」が伝統的に栽培されてきた地域である[14]。
- 古法華寺 - 法華山一乗寺と紛らわしいが、古法華自然公園の側にある別な寺院である。
- 羅漢寺の五百羅漢
- 酒見寺